# Artur Nowacki
Artur Piotr Nowacki (ur. 27 listopada 1977 w Ostrowie Wielkopolskim) – polski prawnik, radca prawny, doktor habilitowany nauk prawnych, nauczyciel akademicki Uniwersytetu Warszawskiego, specjalista w zakresie prawa cywilnego. 

## Życiorys
Ukończył studia prawnicze na Wydziale Prawa i Administracji Uniwersytetu Warszawskiego, gdzie w 2006 na podstawie napisanej pod kierunkiem Józefa Okolskiego rozprawy pt. Umorzenie akcji otrzymał stopień naukowy doktora nauk prawnych nauk prawnych w zakresie prawa. Tam też w 2014 na podstawie dorobku naukowego oraz rozprawy pt. Procedura podziału spółki uzyskał stopień doktora habilitowanego nauk prawnych w zakresie prawa, specjalność: prawo. Został adiunktem Uniwersytetu Warszawskiego zatrudnionym w Katedrze Prawa Handlowego Instytutu Prawa Cywilnego.